# Pieve di Santa Maria Assunta (Pereta)
La pieve di Santa Maria Assunta è un edificio religioso situato a Pereta, nel comune di Magliano in Toscana, in provincia di Grosseto.

## Storia
La costruzione risale al secolo XV ma è stata molto rimaneggiata.

## Descrizione
La facciata a capanna con un coronamento dentellato presenta un portale inquadrato da un arco a tutto sesto, una cornice decorata con motivi floreali e un pregevole rosone.
L'interno a navata unica è spoglio.